# Arsen
Arsen (chemická značka As, latinsky Arsenicum; někdy se používá též název arzén) je toxický polokovový prvek, známý již od starověku. Jeho současné uplatnění se nachází v oblasti metalurgie jako součást speciálních slitin a v polovodičovém průmyslu.

## Základní fyzikálně-chemické vlastnosti
Polokovový prvek, který se ve svých sloučeninách vyskytuje v mocenstvích As−3, As3+ a As5+. Elementární arsen se vyskytuje ve čtyřech barevných alotropních modifikacích: jako žlutý, šedý, hnědý a černý arsen.
Toxické vlastnosti sloučenin arsenu byly známy již ve starověku. Za objevitele prvku je označován středověký učenec sv. Albert Veliký, který kolem roku 1250 poprvé izoloval elementární arsen.

## Výskyt a výroba

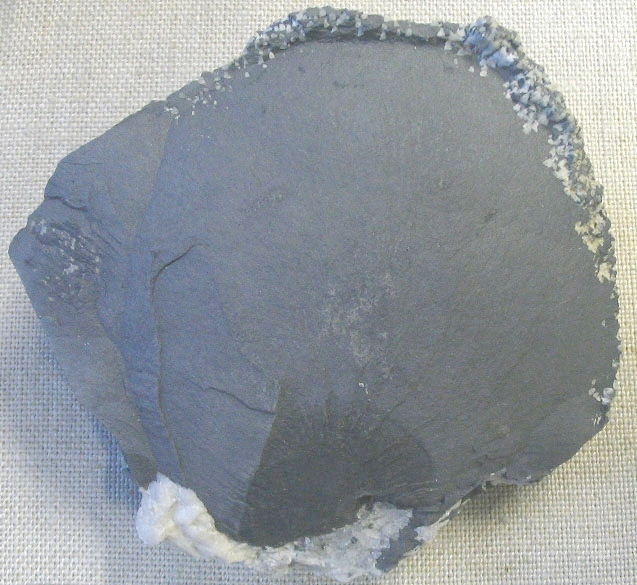
Přírodní arsen

Arsen je v zemské kůře značně vzácným prvkem. Průměrný obsah činí pouze 2 až 5 ppm (mg/kg).V mořské vodě je jeho koncentrace mimořádně nízká, pouze 0,003 mg As/l. Předpokládá se, že ve vesmíru připadá na jeden atom arsenu přibližně miliarda atomů vodíku.
Nejvýznamnější rudou arsenu je směsný sulfid železa a arsenu, arsenopyrit FeAsS a také löllingit FeAs2. Mezi další sulfidy arsenu patří např. realgar AsS a auripigment As2S3.
V horninách se vyskytuje jako příměs v rudách niklu, kobaltu, antimonu, stříbra, zlata a železa a bývá obsažen jako stopová příměs v mnoha ložiscích uhlí.
Výroba elementárního arsenu z arsenopyritu spočívá v jeho oxidačním pražení a následném zachycování těkavého oxidu arsenitého. Jako surovina pro výrobu arsenu může sloužit i popel uhlí s vysokým výskytem tohoto prvku.
Vysoce čistý arsen pro polovodičové použití se připravuje především metodou zonálního tavení (viz křemík).

## Využití, sloučeniny

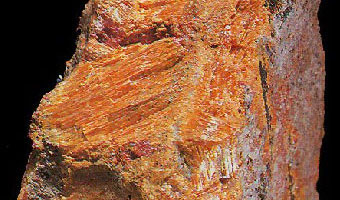
Realgar

V pravěku a starověku byl arsen používán na výrobu arsenové mědi/arsenového bronzu, materiálu tvrdšího než čistá měď, který byl ve starověkém Předním Východě dostupnější než cínový bronz. Jeho používání bylo prokázáno např. na lokalitě Gíza, na osídlení stavitelů pyramid.
Maximum současného zájmu o průmyslové využití arsenu se soustřeďuje do oblasti elektroniky. Např. arsenid gallitý, GaAs, vykazuje vynikající polovodičové vlastnosti a přes svoji poměrně vysokou výrobní cenu se užívá v řadě speciálních elektrotechnických aplikací, např. v případech, kdy je vyžadována mimořádně nízká úroveň šumu vyráběných součástek. Dotování krystalů superčistého křemíku přesným množstvím atomů arsenu vytváří polovodič typu N, jednu ze základních součástí všech tranzistorů a tak i všech současných počítačových procesorů.
Ve slitinách se používá pouze okrajově, patrně nejvýznamnější je slitina s olovem s obsahem arsenu kolem 0,5 %, sloužící jako surovina pro výrobu broků a střeliva.
Ze sloučenin je nejznámější oxid arsenitý As2O3 známý jako arsenik, což je silně toxická sloučenina dobře rozpustná ve vodě. Už odpradávna byl používán jako jed při přípravě nástrah na hlodavce nebo lovu kožešinové zvěře v arktických oblastech. Byl však také častým nástrojem travičů. Je možné, že Napoleon Bonaparte byl ve vyhnanství na Svaté Heleně postupně tráven právě tímto jedem. Na arsenik je však možné získat poměrně rychle toleranci (byl používán jako hemopoetický prostředek). Z posledních výzkumů z roku 2008 však vyplývá, že Napoleon byl vystaven vyšším koncentracím arsenu už od dětství, a příčinou jeho smrti bude spíš rakovina žaludku a žaludeční vředy
Protože oxid arsenitý lze připravit velmi čistý, slouží v analytické chemii jako primární standard pro oxidimetrické titrace. Běžně se užívá pro stanovení titru oxidačních činidel jako manganistan draselný nebo jod.
Sulfid arsenitý As2S3 je mimořádně dobře kryjící barevný pigment, známý jako královská žluť.

## Zdravotní rizika
Arsen se mění na toxický až při metabolické přeměně na další arzenité sloučeniny. Těžké otravy se projevují průjmy, nevolností, vypadáváním vlasů, ochrnutím a zástavou srdce. Trojmocné sloučeniny arsenu As2O3, AsCl3, AsF3 jsou mnohem toxičtější než sloučeniny pětivazného arsenu, řadí se mezi významné látky mutagenní, teratogenní a karcinogenní. As2S3, As2S2 jsou prakticky netoxické, avšak rozpouštějí se v žaludku. 
V běžném okolním životním prostředí se vyskytuje určitá nízká hladina arsenu, která ale organismus nijak nepoškozuje a existují naopak studie, které tvrdí, že velmi nízké dávky arsenu v přijímané potravě jsou důležité a prospěšné. Bezesporu je však prokázáno, že trvalé vystavení organismu zvýšeným dávkám sloučenin arsenu vede k poškození zdraví. Projevy trvalé nadměrné expozice arsenem na zdraví jsou různorodé:
- dermatologické poškození – změny na pokožce, vznik různých ekzémů a alergické dermatitidy,[4]

- zvýšený výskyt kardiovaskulárních chorob,[zdroj?]

- zvýšený výskyt potratů u žen trvale vystavených vysokým dávkám arsenu,[zdroj?]

- karcinogenita – zvýšený výskyt případů rakoviny plic a pokožky,[5]

- mutagenita – zvýšený výskyt novorozenců s vrozenými vadami.[zdroj?]

Existuje několik různých způsobů dlouhodobé expozice arsenem:
- zejména v okolí metalurgických závodů na zpracování a výrobu barevných kovů bývá zaznamenána zvýšená koncentrace arsenu ve vzduchu. K tomuto jevu dochází i při masivním spalování uhlí s vysokým obsahem arsenu například v tepelných elektrárnách nebo výtopnách. Vdechování mikroskopických částeček (aerosolů) s vysokým obsahem arsenu vede ke zvýšenému riziku vzniku plicní rakoviny. Existují studie, které dávají do souvislosti zvýšené množství potratů u žen, které žijí v blízkém okolí hutí;

- vysoký obsah arsenu v pitné vodě vede nejčastěji k dermatologickým problémům. Patrně nejznámější je v tomto ohledu Bangladéš, kde jsou desítky milionů lidí nuceny pít vodu ze studní se zvýšeným obsahem tohoto prvku. Existují ale minerální vody, které rozpouštějí sloučeniny arsenu z geologického podloží a obsah arsenu v nich dosahuje až stovek miligramů na litr;

- zdrojem zvýšeného příjmu arsenu z potravy jsou obvykle mořské ryby z lokalit, kdy dochází ke zvýšené koncentraci tohoto prvku ve vodě. Příčinou bývá obvykle lidská aktivita (vypouštění závadných odpadních vod do moře), ale může to být i podmořská vulkanická činnost.

Protilátkou při otravě arsenem je dimerkaprol.

### Obavy z obsahu arsenu v rýži
Vzhledem k obavám z obsahu arsenu v rýží zavedl Evropský úřad pro bezpečnost potravin (EFSA) od roku 2016 limity pro maximální obsah. Ty prošli v roce 2023 aktualizací. V syrové loupané rýži je povoleno 0,2 mg/kg, v předpařené rýži i rýžové mouce 0,25 mg/kg. V rýžových chlebíčcích, oplatkách, krekrech a podobných výrobcích 0,3 mg/kg, v nealkoholických rýžových nápojích 0,03 mg/kg a v rýži určené na výrobu potravin pro kojence a malé děti 0,1 mg/kg, v případě příkrmů pro kojence a kojenecké výživy v prášku pouze 0,02 mg/kg. Podle testů spotřebitelského časopisu dTest z roku 2017 všech 13 testovaných druhů rýže na českém trhu splnilo platné limity, v případě testů pro pořad A DOST! to byl pouze jeden výrobek.
V ČR se hodnoty arsenu v potravinách sledují od roku 1994 a nejvyšší koncentrace byly zjištěny v mořských rybách, rýži a pivu, které je rizikové hlavně kvůli jeho vysoké spotřebě. Hřib modračka má schopnost kumulace arsenu ve formě kyseliny dimethylarseničné (DMA).

## Průmyslové otravy

### Čína 2008
Asi 450 vesničanů v jihozápadní Číně se arsenem přiotrávilo poté, co látka unikla koncem září 2008 do řeky z úložiště odpadu státní továrny společnosti Liuzhou China Tin Group Co., která je třetím největším producentem cínu v Číně. Dle vyšetřování byl příčinou neštěstí silný déšť, po kterém přetekl obsah špatně zabezpečeného úložiště do místní řeky. Obyvatelé onemocněli poté, co pili vodu kontaminovanou arsenem. Většina postižených byla po krátké hospitalizaci propuštěna do domácí péče, ale několik desítek dětí a starších lidí bylo hospitalizováno déle.